# 安东尼奥·加西亚·罗夫莱多
安东尼奥·加西亚·罗夫莱多（西班牙語：Antonio García Robledo，1984年3月6日—），西班牙男子手球运动员。他曾代表西班牙国家队参加2020年夏季奥林匹克运动会手球比赛，获得一枚铜牌。